# Kenneth Baker (politicus)
Kenneth Wilfred Baker, Baron Baker van Dorking (Newport, Wales, 3 november 1934) is een Brits politicus van de Conservative Party.
Baker was tussen 1971 en 1992 bewindspersoon in de kabinetten-Heath (1971–1974), Margaret Thatcher (1981–1990) en Major I (1990–1992). Baker studeerde aan de Universiteit van Oxford en studeerde af met een Master of Laws in internationaal recht. In 1992 werd hij benoemd in de Orde van de Eregezellen.
- Bibsys: 90954942
- Bibliothèque nationale de France: cb14617637n (data)
- Gemeinsame Normdatei: 11926188X
- International Standard Name Identifier: 0000 0001 0999 2833
- Library of Congress Control Number: n82142162
- Nationale Bibliotheek van Tsjechië: jo2018979659
- Nationale Bibliotheek van Israël: 987007459705905171
- Nederlandse Thesaurus van Auteursnamen: 073507660
- SNAC: w6mw45v5
- Système universitaire de documentation: 097454575
- Virtual International Authority File: 94386736
- WorldCat: E39PBJdCkHyF7RDqcV9c3pWFKd